# ولفگانگ پل
ولفگانگ پل (به آلمانی: Wolfgang_Paul) (زاده ۱۰ اوت ۱۹۱۳ - درگذشته ۷ دسامبر ۱۹۹۳) فیزیک‌دان آلمانی است. در سال ۱۹۸۹ برای پیشنهاد روشی به منظور به دام اندازی اتم‌های منفرد جایزهٔ نوبل فیزیک به او و هانس جرج دهملت و نورمن فاستر رمزی اهدا شد.

## زندگی
ولفگانگ پل در ۱۰ اوت سال ۱۹۱۳ در آلمان متولد شد. او در مونیخ بزرگ شد و پدرش استاد شیمی دارویی بود.
پس از چند سال در دانشگاه فنی مونیخ و سپس در سال ۱۹۳۴ دانشگاه فنی برلین رفت. دکترای خود را در سال ۱۹۴۰ در دانشگاه فنی برلین به پایان رسید؛ و برای چندین سال مدرس خصوصی در دانشگاه گوتینگن بود. سپس استاد فیزیک تجربی در دانشگاه بن شد و از سال ۱۹۵۲ تا سال ۱۹۹۳ در آنجا ماند و به مدت دو سال از سال ۱۹۶۵ تا سال ۱۹۶۷ او مدیر بخش فیزیک هسته‌ای در سرن بود.
پسر او استفان پل استاد فیزیک تجربی در دانشگاه فنی مونیخ است.